# Tsvetana Pironkova
Tsvetana Pironkova (em búlgaro:  Цветана Кирилова Пиронкова) (Plovdiv, 13 de setembro de 1987) é uma jogadora profissional de tênis da Bulgária.
Considerada uma das melhores jogadoras de grama de sua geração, ela se destacou por suas habilidades "cerebrais" na superfície, chegando às semifinais do Campeonato de Wimbledon. Pironkova também obteve sucesso jogando em quadras rápidas ao longo de sua carreira, conquistando um título em Sydney e chegando às quartas de final do Aberto dos Estados Unidos.
Pironkova começou a jogar tênis aos quatro anos de idade, ao ser apresentada ao esporte por seu pai. Ela fez sua estreia no WTA Tour na Copa de Istambul em 2005 e alcançou um sucesso moderado no início de sua carreira. Isso mudou em 2010, quando ela entrou em Wimbledon com um recorde de carreira de 1–4 no evento, e chegou às semifinais do torneio, tornando-se a primeira tenista búlgara da história a chegar à fase semifinal de um Grand Slam em simples. Ela conquistou amplo reconhecimento por seu desempenho e, após sua chegada na semifinal, alcançou sua classificação mais alta de simples, no 31º lugar em setembro de 2010. Pironkova seguiu com uma corrida nas quartas de final no evento no ano seguinte.
Pironkova conquistou seu primeiro título no WTA Tour no Apia International 2014, derrotando três jogadores do top 10 consecutivos. Ela derrotou o então número 2 do mundo, Agnieszka Radwańska, na quarta rodada do Aberto da França de 2016, alcançando suas primeiras quartas de final em um torneio do Grand Slam diferente de Wimbledon. Após uma lesão em 2017, Pironkova anunciou uma licença sabática do esporte - que mais tarde foi estendida para acomodar sua licença de maternidade. Jogando em seu primeiro torneio profissional em mais de três anos, ela teve um retorno bem-sucedido no Aberto dos Estados Unidos de 2020; Suas atuações em 2020 lhe renderam o prêmio de Esportista Búlgaro do Ano e uma indicação para Jogador do Ano do WTA Comeback.
Pironkova tem um total de doze vitórias sobre as 10 melhores jogadoras do ranking e, a certa altura, teve uma das mais longas sequências de participações consecutivas no Grand Slam, com 47. Antes do Campeonato de Wimbledon de 2017, ela lançou suas próprias roupas e estilo de vida femininos. marca, Pironetic.

## Vida pessoal
Pironkova nasceu em 1987 de pais atletas; seu pai Kiril Enchev Pironkov é um ex-campeão de canoagem, e sua mãe Radosveta Chinkova Nikolova é uma ex-nadadora. Ela tem um irmão, Encho, e uma irmã, Elisaveta. Pironkova é neta de um proeminente artista contemporâneo búlgaro, Encho Pironkov. Ela começou a jogar tênis aos quatro anos, quando seu pai a apresentou ao jogo. Quando ela decidiu jogar profissionalmente, ele se tornou seu treinador.
Pironkova se casou com seu namorado de longa data, Mihail Mirchev, ex-jogador de futebol búlgaro, em julho de 2016. Em abril de 2018, ela deu à luz um menino chamado Alexander. O casal teve seu segundo filho, outro menino, em julho de 2022.

## Galeria

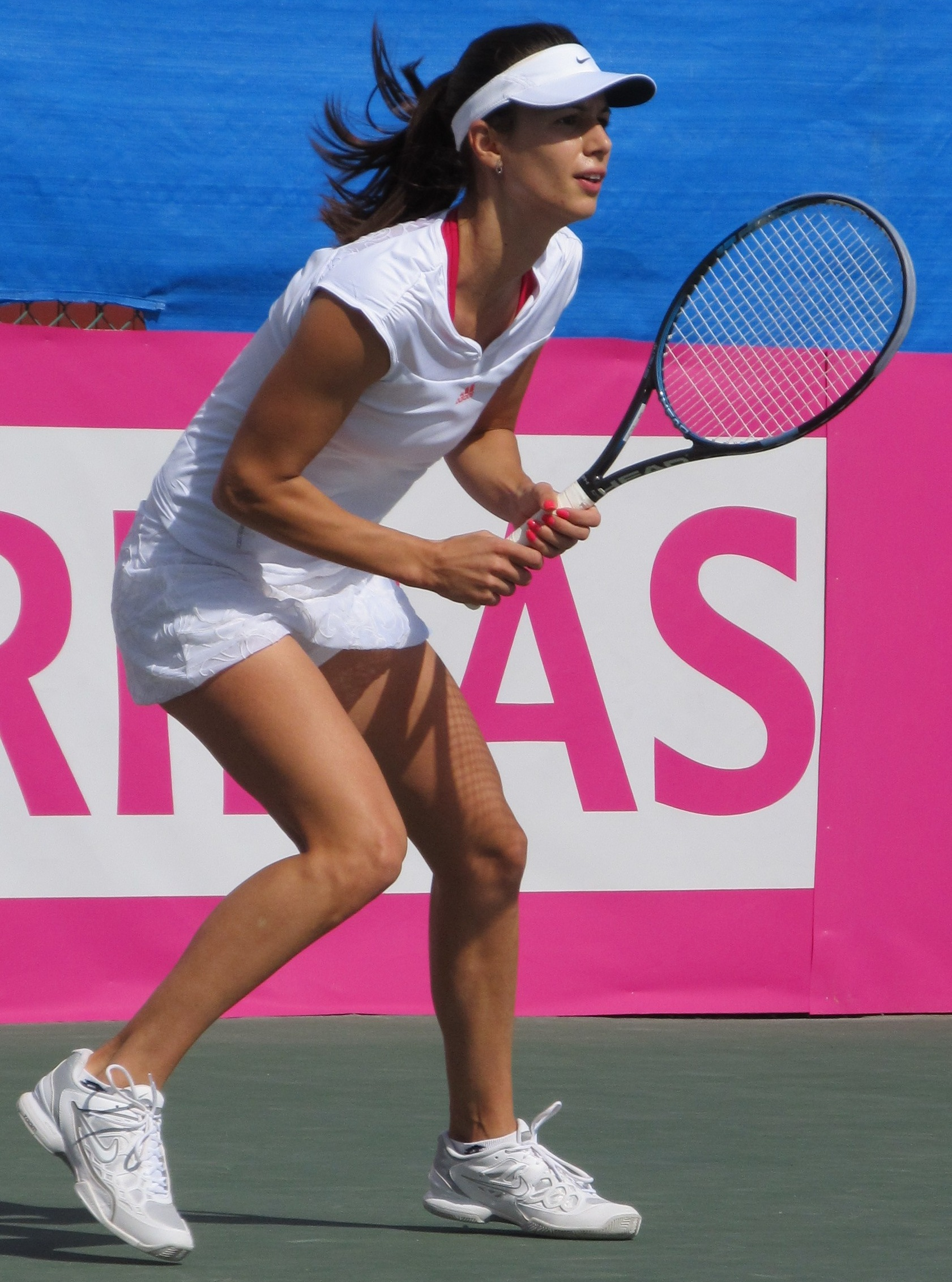
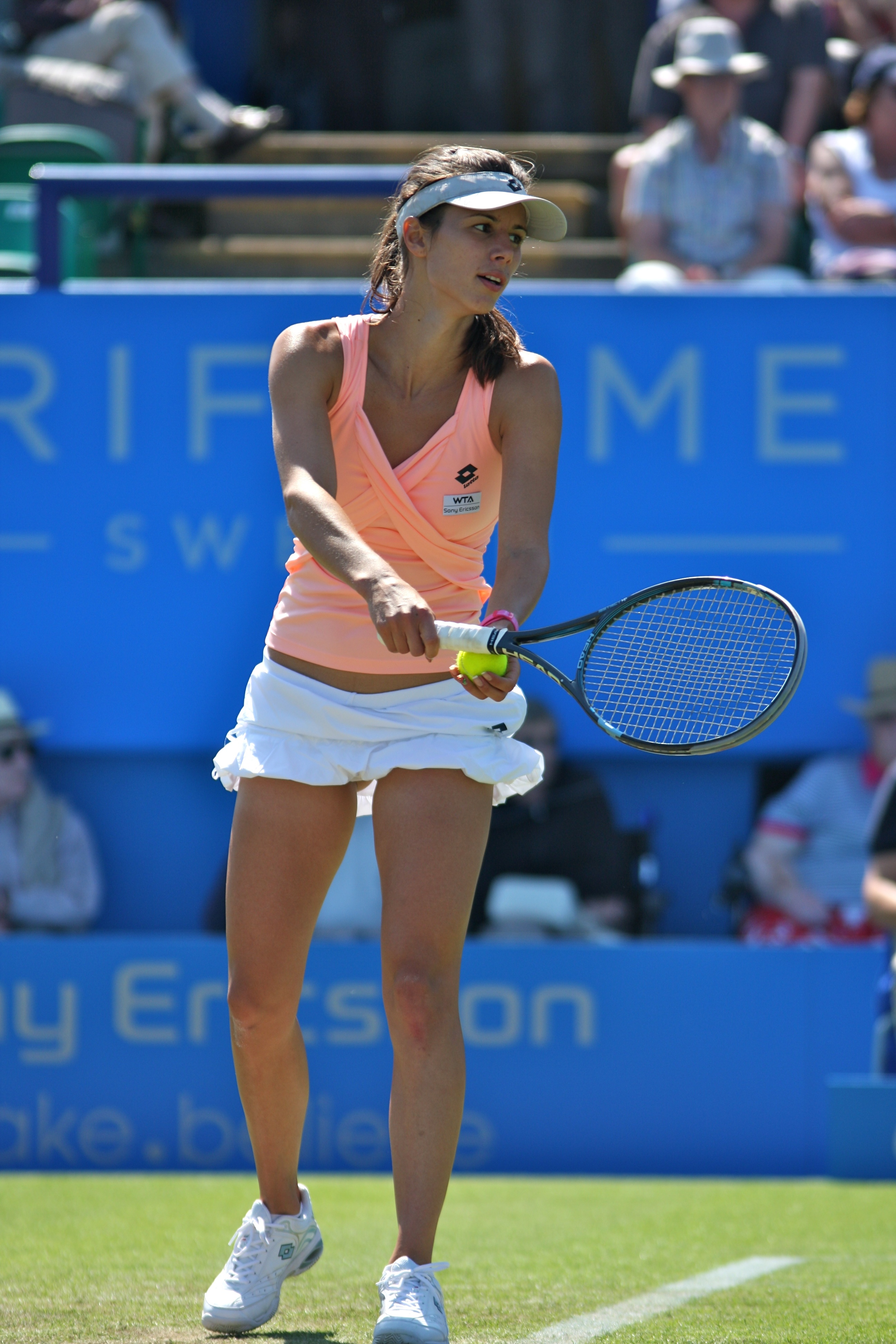
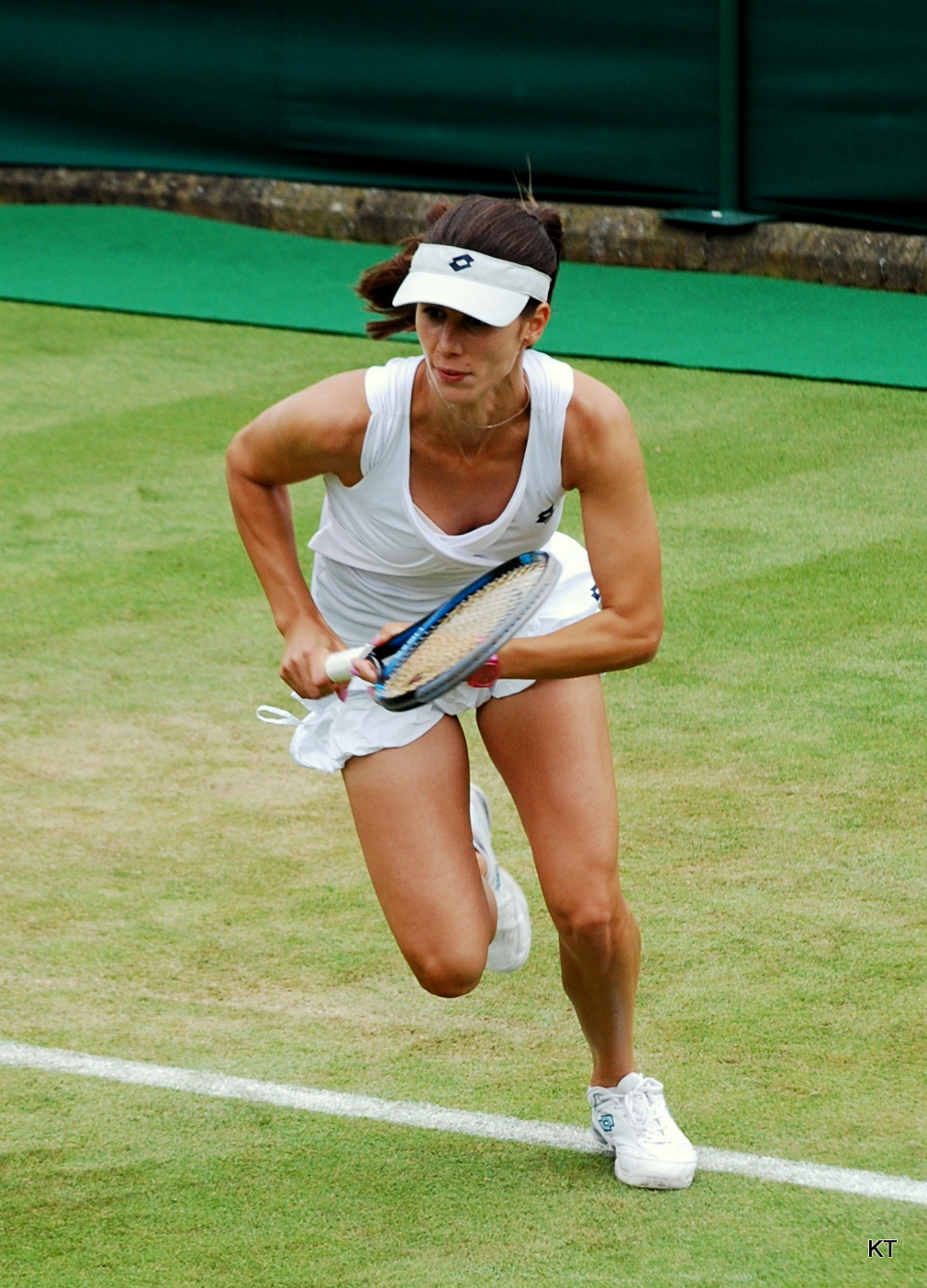
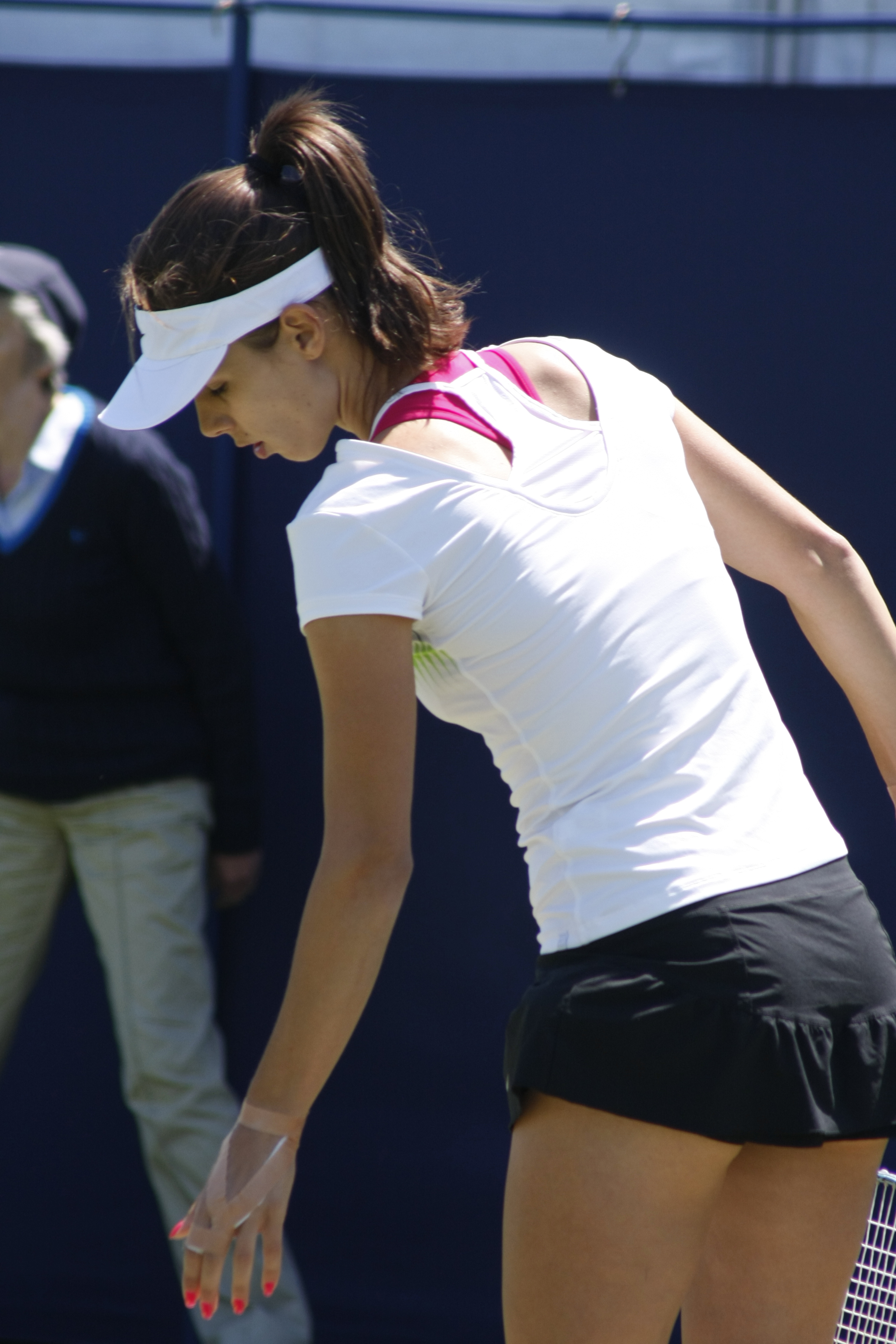

## WTA finais

### Simples: 1 (1 título)
| Legenda (pre/pos 2009)                       |
| -------------------------------------------- |
| Grand Slam (0-0)                             |
| WTA Tour (0-0)                               |
| Tier I / Premier Mandatory & Premier 5 (0-0) |
| Tier II / Premier (1–0)                      |
| Tier III, IV & V / International (0–0)       |

| Posição | N. | Data            | Campeonato                                   | Piso | Oponente         | Placar   |
| ------- | -- | --------------- | -------------------------------------------- | ---- | ---------------- | -------- |
| Campeã  | 1. | 10 Janeiro 2014 | Apia International Sydney, Sydney, Austrália | Duro | Angelique Kerber | 6–4, 6–4 |